# Пісні незалежності (антологія поезії)
Пісня незалежності. Польська поезія воєнного часу — антологія поезії, видана в підпіллі у Варшаві в 1942 році. Редактором був Мілош Чеслав, Мілош (він же «священник Й. Робак»). Наклад склав 1,6 тис. копій на 128 сторінок. Його надрукувало підпільне польське відомство, обкладинку розробила Стефанія Кунштеттер. Видання складалося з 5 частин: Передвісники бурі, Скарга людини, Мирний погляд, Пісня віри, Дорога до Польщі.
У ньому було 34 вірші авторів. Поети чиї вірші увійшли в антологію це: Кшиштоф Бачинський, Леопольд Штаб, Антоній Слонімський, Юліан Тувім, Владислав Бронєвський, Єжи Загурський, Станіслав Баліньський, Вітольд Гулевич, Чеслав Мілош, Святополк Карпінський.
Ця публікація вважалася найкращою з точки зору літературного змісту під час окупації.